# 达林·奈特
达林·奈特（英語：Darin Knight）美国音频工程师。他曾因电影猎鹿人赢得奥斯卡最佳音响效果奖。

## 部分影视作品
- 猎鹿人 (1978)[1]